# François Spirito
François Spirito, né le 22 janvier 1900 à Itri (Italie) et mort le 9 octobre 1967 à Toulon (France), est un mafieux franco-italien.
Avec Paul Carbone, il est l'un des inspirateurs du scénario du film de 1970, Borsalino.

## Biographie
François Spirito (nom d'emprunt) naît à Itri (Italie) de parents napolitains, qui émigrent à Marseille alors qu'il est enfant. Il débute comme garçon de café, puis devient scaphandrier, avant de faire son service militaire en 1920 au 7e génie. Dans les années 1920, il devient l'ami et associé de Paul Carbone. Tous deux se seraient liés d'amitié en Égypte, puis Spirito serait devenu et resté le plus fidèle allié de Carbone. Ils deviennent des figures centrales du milieu marseillais des années 1930-1940 ayant la main sur la prostitution, le racket et différents trafics, notamment celui d'opium puis d'héroïne. En 1939, il est inculpé à Boston pour avoir fait passer 100 kg d'opium à bord du SS Exeter (des American Export-Isbrandtsen Lines (en)).  
Ils sont en relation avec les milieux politiques et patronaux, travaillant particulièrement avec Simon Sabiani, 1er adjoint de 1929 à 1935 et qui rejoignit le Parti populaire français (PPF) de Jacques Doriot, après avoir milité au sein du Parti d'unité prolétarienne, situé entre la SFIO et le PCF. Avec Paul Carbone, ils utilisent leurs hommes pour faire la chasse aux communistes sur le port de Marseille. Spirito est alors surnommé Lydro à cause des traces de petite vérole, ou Beau Ficelle pour sa taille et son élégance.[réf. nécessaire]

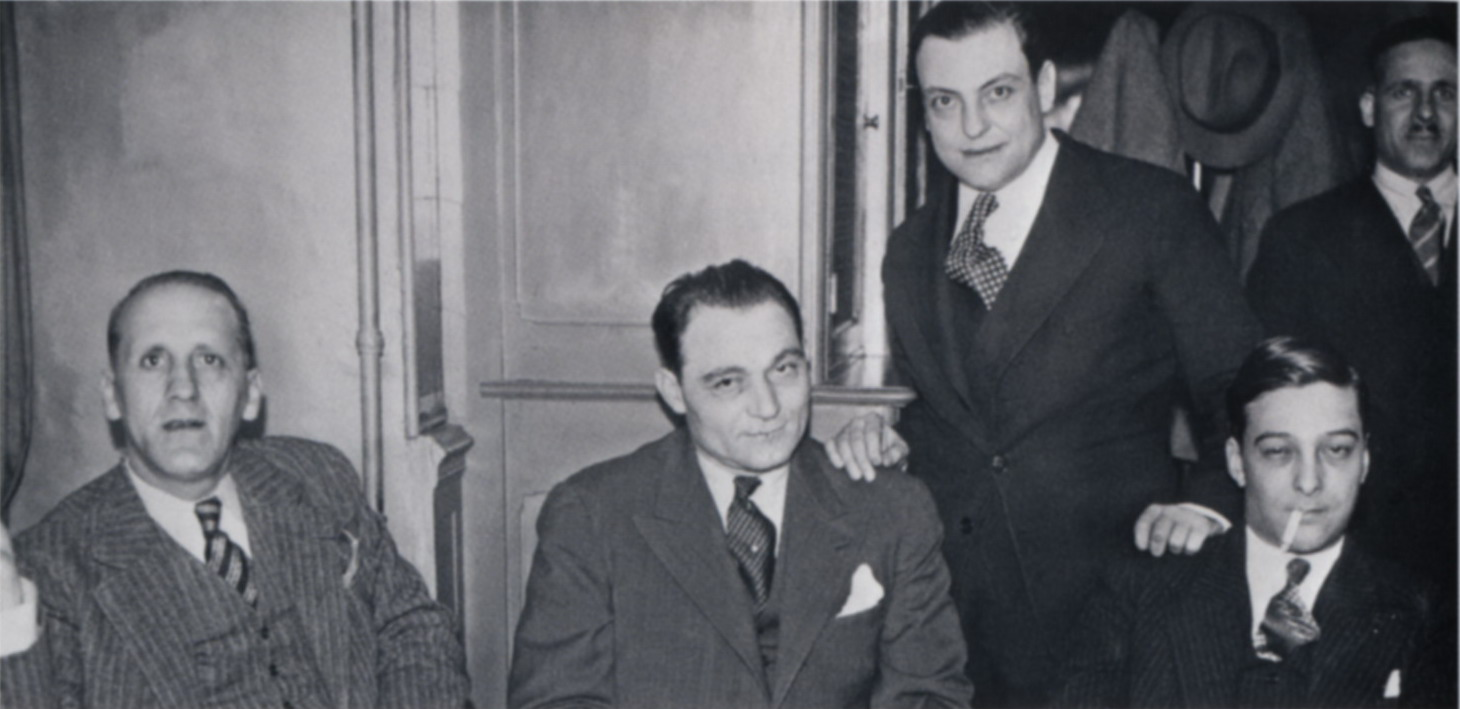
François Spirito (debout), Simon Sabiani (à gauche) et Paul Carbone (au centre).

En mars 1934, Carbone et lui sont mis en cause, puis rapidement disculpés, pour le meurtre du conseiller à la Cour Albert Prince qui enquêtait sur l'affaire Stavisky. Leur retour à Marseille, orchestré par le député Simon Sabiani, est triomphal.
Pendant la guerre, les deux collaborent avec les occupants allemands, par intérêt. Alors que Carbone meurt dans le déraillement d'un train opéré par la Résistance en décembre 1943, Spirito, peu avant la Libération, s'enfuit en Espagne puis en Amérique latine et enfin aux États-Unis, où il trafique de l'héroïne, créant ainsi la fameuse French Connection. Il est arrêté à New York pour trafic de stupéfiants et va purger deux ans à la prison d'Atlanta. Il est ensuite expulsé des États-Unis et extradé vers la France où il aurait dû être jugé pour sa collaboration dans les années de guerre mais le procès ne se tiendra pas.
En 1954, poursuivi pour vol à main armée en 1943 contre le fromager Rivet de Cherisy, il est acquitté par la Cour d'assises d'Eure-et-Loir, le procureur reconnaissant l'absence de preuve à son encontre.
Spirito meurt à Toulon dans le quartier de la Loubière le 9 octobre 1967, rangé des affaires. Marié, il était père de deux enfants.

## Dans la culture
Les personnages du film Borsalino, tiré du livre Bandits à Marseille d'Eugène Saccomano, avec Alain Delon et Jean-Paul Belmondo dans les rôles principaux, sont inspirés de l'histoire de Carbone et Spirito,.